# Derek Mears
Derek Mears (Bakersfield, Califórnia, 29 de abril de 1972) é um ator estadunidense famoso por interpretar o serial killer Jason Voorhees no filme Friday the 13th (2009) e também interpreta um agente policial em Hatchet III (2013), terceiro filme da franquia que tem como vilão, o assassino deformado, Victor Crowley.

## Filmografia
| Ano  | Título                                             | Papel                           | Notas                     |
| ---- | -------------------------------------------------- | ------------------------------- | ------------------------- |
| 1999 | As Loucas Aventuras de James West                  | Cabeça de Metal (não creditado) |                           |
| 2004 | The Shield                                         | Jack Miller                     | Série de TV (Temporada 2) |
| 2004 | E.R.                                               | Jordan Finnex                   | Série de TV (um episódio) |
| 2005 | Cursed                                             | Lobisomem                       | Papel Menor               |
| 2005 | Zathura                                            | Lead Zorgon                     | Papel Menor               |
| 2006 | The Hills Have Eyes                                | Zombie #1                       |                           |
| 2006 | Pirates of the Caribbean: Dead Man's Chest         | Sinkil                          | Papel Menor               |
| 2007 | Blades of Glory                                    | Ele Mesmo                       | Cameo                     |
| 2007 | The Hills Have Eyes 2                              | Zack                            | Papel Menor               |
| 2008 | Indiana Jones and the Kingdom of the Crystal Skull | Indio #1                        |                           |
| 2009 | Friday the 13th                                    | Jason Voorhees                  | Papel Principal           |
| 2013 | Hansel and Gretel: Witch Hunters                   | Edward                          | Ogro                      |
| 2013 | Hatchet III (Terror no Pântano 3)                  | Hawes                           |                           |